# Dialecto valesano alemán
El dialecto valesano alemán, dialecto altovalesano o walser, es un dialecto del alemán de Suiza. Tiene su origen en el dialecto alemán hablado en la Edad Media en el Cantón del Valais (en valesano: Wallis). 
Actualmente existen comunidades de este dialecto en Suiza (Cantón del Valais, Cantón de Berna, Cantón de San Galo, Cantón de los Grisones y Cantón del Tesino), Italia, Austria y Liechtenstein.
El número total de hablantes del dialecto valesano alemán se estima en menos de 35 000 personas (20 000 en Suiza, unos 3000 en Italia, unos 10 000 en Austria y unos 1500 en Liechtenstein). Las comunidades de habla valesana de Italia (en el alto valle del río Lys en Valle de Aosta, en el Alto Valle del Sesia al sur del monte Rosa) y del cantón suizo de Tesino (zona de Bosco-Gurin)  están en franca regresión, habiendo sido sustituido el dialecto altovalesano entre las generaciones más jóvenes por el italiano. En los cantones de Berna y Valais y en menor medida en el Cantón de San Galo, el dialecto alemán de Suiza circundante está reemplazando al dialecto altovalesano.